# Echinopsis spachiana
Echinopsis spachiana – gatunek kaktusa pochodzący z Ameryki Południowej (z Argentyny).

## Morfologia
Ma korpus barwy zielonkawożółtej i ciernie koloru złotego o długości 1–2 cm. Reprezentuje kaktusy typu kolumnowego.

## Uprawa
Jest uprawiany w doniczkach lub na skalniakach.